# Йерархия на Католическата църква
Йерархията на Католическата църква се състои от нейните епископи, свещеници и дякони. В еклисиологичния смисъл на термина, „йерархия“ (превод от гръцки: „свещеноначалие“.) стриктно означава „святия ред“ на църквата, Тялото Христово, така че да се зачита разнообразието от дарби и служения, необходими за истинското единство.
В канонична и обща употреба се отнася до тези, които упражняват власт в християнска църква. В Католическата църква властта принадлежи главно на епископите, докато свещениците и дяконите служат като техни помощници или сътрудници. Съответно „йерархия на католическата църква“ се използва и за обозначаване само на епископите. Терминът „папа“ все още се използва свободно до VI век, като понякога се приема от други епископи. Терминът „йерархия“ става популярен едва през VI век, благодарение на писанията на Псевдо-Дионисий Ареопагит.
Към 31 декември 2020 г. Католическата църква се състои от 2903 епархии или еквивалентни юрисдикции, всяка от които се ръководи от епископ. Епархиите са разделени на отделни общности, наречени енории, всяка от които се обслужва от един или повече свещеници, дякони или мирски църковни служители. Обикновено грижата за енорията е поверена на свещеник, но има и изключения. Приблизително 22% от всички енории нямат постоянен пастор, а 3485 енории по света са поверени на дякон или светски църковен служител.
Всички духовници, включително дякони, свещеници и епископи, могат да проповядват, поучават, кръщават, свидетелстват за бракове и провеждат погребални литургии. Само свещеници и епископи могат да отслужват тайнствата Евхаристия (въпреки че други могат да бъдат служители на Светото Причастие), Покаяние (Помирение, Изповед), Потвърждение (свещениците могат да отслужват това тайнство с предварително църковно одобрение) и Миропомазване на болните. Само епископи могат да отслужват тайнството на Светия сан, чрез което мъжете се ръкополагат като епископи, свещеници или дякони.

## Йерархия
Титлите в Католическата църква са следните:
I степен – епископи:
1. Христос (титла)
2. Папа
3. Патриарх
4. Върховен архиепископ (на лат. archiepiscopus maior)
5. Кардинал
6. Примас
7. Митрополит
8. Архиепископ
9. Епископ

II степен – свещеници:
1. Главен викарий
2. Деканат
3. Свещеник

III степен – дякони:
1. Дякон
2. Семинарист

Извън официалните титли са:
1. Светско духовенство
2. Миряни